# Antônio de Souza Vianna
Antônio de Souza Vianna (Itajubá, Minas Gerais, 1871 - 1904) era um pintor brasileiro. Patrono da cadeira nº 15 da Academia Brasileira de Belas Artes. Aos 24 anos, conquistou o prêmio do Concurso de Pintura Viagem ao Estrangeiro. Mudou-se para Munique, na Alemanha, onde frequentava o ateliê do pintor Esloveno e professor Anton Azbe, local em que aprendeu com os artistas Arnold Brocklin e Franz Von Stuck, assimilando destes mestres alguns traços que podem ser percebidos, por exemplo, nos seus trabalhos no acervo do Museu Nacional de Belas Artes, no Rio de Janeiro.